# Hinchinbrook-Island-Nationalpark
Der Hinchinbrook-Island-Nationalpark (engl.: Hinchinbrook Island National Park) ist ein Nationalpark im Nordosten des australischen Bundesstaates Queensland.

## Lage
Er liegt 1.240 Kilometer nordwestlich von Brisbane und 30 Kilometer nordöstlich von Ingham an der Cassowary Coast.
Mit 404 Quadratkilometern ist Hinchinbrook Island Australiens größter Inselnationalpark.
In der Nachbarschaft liegen die Nationalparks Goold Island, Brook Islands, Orpheus Island und Halifax Bay Wetlands.

## Geschichte
Vor dem Eintreffen der Europäer war diese Gegend Tausende von Jahren lang von Aboriginesstamm der Bandjin bewohnt. Sie hinterließen eine Vielfalt steinerner Reusen und Køkkenmøddinger aus Muscheln, die man heute noch auf der ganzen Insel finden kann.

## Landesnatur
Die Insel auf dem Festlandssockel ist im Inneren sehr gebirgig. Vom Festland ist sie durch den Hinchinbrook-Kanal getrennt. Dorthin fällt die Insel flach ab, während sie im Osten felsige Kaps und sandige Buchten besitzt.

## Flora und Fauna
Im oft neblig-feuchten Landesinneren sind die Berge mit Heideland bewachsen. Man findet dort auch Flecken von tropischem Regenwald und Eukalyptuswald. Besonders an der Westküste wachsen Mangrovenwälder, während man an den Stränden der Ostküsten Palmen findet.
In den Korallenriffen um die Insel leben Suppenschildkröten und Dugongs.

## Einrichtungen und Zufahrt
Das Zelten auf Hinchinbrook Island ist gestattet, muss aber gegen Gebühr angemeldet werden. Auf dem Thorsborne Trail (benannt nach den Naturalisten Margaret und Arthur Thorsborne) kann man 4 Tage lang über die Insel wandern.
Die 8 Kilometer von der Küste entfernte Insel kann nur mit privaten Booten oder Wassertaxis erreicht werden.